# (21680) Richardschwartz
(21680) Richardschwartz est un astéroïde de la ceinture principale.

## Description
(21680) Richardschwartz est un astéroïde de la ceinture principale. Il fut découvert le 9 septembre 1999 à Farra d'Isonzo par l'observatoire astronomique de Farra d'Isonzo. Il présente une orbite caractérisée par un demi-grand axe de 2,76 UA, une excentricité de 0,06 et une inclinaison de 5,3° par rapport à l'écliptique.

## Compléments